# Emmanuel Chain
Emmanuel Chain (Neuilly-sur-Seine, 5 agosto 1962) è un imprenditore, giornalista ed ex conduttore televisivo francese.
È particolarmente noto per aver condotto il programma economico Capital su M6, dal 1988 al 2003, per il quale ha vinto personalmente tre 7 d'or.
Ha frequentato il liceo al Collège Stanislas e al Lycée Henri-IV e si è diplomato all'HEC Paris, nella classe del 1985, dove è stato compagno di classe di François-Henri Pinault. Dal 2015 al 2018 è stato presidente dell'associazione degli ex studenti HEC Alumni.
Emmanuel Chain è membro di Le Siècle e del club Galilée (un think tank professionale), nonché del programma Young Leader della Fondazione franco-americana (1999).